# Randall Park
Randall Park (Los Angeles, 1974. március 23. –) amerikai színész, humorista, író. A Channel 101 több websorozatában is szerepelt, például a Dr. Miracles-ben és az IKEA Heights-ban. A Wong Fu Productions néhány rövidfilmjében is feltűnt. 2012-ben szerzett népszerűséget, amikor Steve szerepét alakította az Office című sorozatban.
Ő alakította Eddie Huang apját, Louis Huang-ot az Amerika Huangjai című vígjátéksorozatban.

## Élete és pályafutása
Koreai bevándorlók gyermekeként született Los Angelesben, Castle Heights-ban nőtt fel. Anyja a Kaliforniai Egyetemen dolgozott, apja pedig egy fényképészüzletet üzemeltetett. A Hamilton High School tanulójaként érettségizett.
1993 telén kezdett tanulni a Kaliforniai Egyetemen. 1995-ben megalapította a "Lapu, the Coyote that Cares" színházi ügynökséget, amely ma LCC Theatre Company néven ismert. Az LCC inspirálta őt arra, hogy színészi karriert folytasson. Park a cég több tagjával is együtt dolgozott.  Első darabjuk a Treehouse Bachelor Society volt, amelyet Park írt.
Diploma után a New Times LA című hetilapnál dolgozott.
2001 körül kezdett stand-upolni. Hatásainak Mike Birbiglia és Mitch Hedberg humoristákat jelölte meg.
Több sorozatban is megjelent vendégszereplőként: Balfékek, Félig üres, Új csaj, Vészhelyzetés Reno 911! – Zsaruk bevetésen.

## Magánélete
Felesége Jae Suh Park színésznő. A kaliforniai San Fernando Valley-ben élnek lányukkal, Ruby-val. Ruby 2012-ben született, és szüleivel együtt szerepelt a "Baby Mentalist" című internetes vígjátéksorozatban. Ruby autista, erről Park is beszélt Mike Birbiglia podcastjának ötvenkettedik epizódjában.

## Filmográfia

### Film
| Év   | Magyar cím                        | Eredeti cím                                                                     | Szerep                  | Magyar hang     |
| ---- | --------------------------------- | ------------------------------------------------------------------------------- | ----------------------- | --------------- |
| 2009 |                                   | The People I've Slept With                                                      | Kedves, de unalmas srác |                 |
| 2010 | Gyógyegér vacsorára               | Dinner for Schmucks                                                             | Henderson               |                 |
| 2010 | Hibbant hímek és a hormonok       | The 41 Year Old Virgin Who Knocked Up Sarah Marshall and Felt Superbad About It | Yo Ass rendőrtiszt      |                 |
| 2011 | Larry Crowne                      | Larry Crowne                                                                    | Trainee Wong            |                 |
| 2012 | Ötéves jegyesség                  | The Five Year Engagement                                                        | Ming                    |                 |
| 2014 | Rossz szomszédság                 | Neighbors                                                                       | Rep (cameo)             | Takátsy Péter   |
| 2014 | Szexvideó                         | Sex Tape                                                                        | Edward (cameo)          | Láng Balázs     |
| 2014 |                                   | They Came Together                                                              | Martinson               |                 |
| 2014 | Az interjú                        | The Interview                                                                   | Kim Dzsongun            | Hajdu Steve     |
| 2015 | Mélyütés                          | Southpaw                                                                        | Jed Wang                |                 |
| 2015 | Kész katasztrófa                  | Trainwreck                                                                      | Bryson                  | Szabó Máté      |
| 2015 | Szeretteink körében               | The Hollars                                                                     | Dr. Fong                | Seder Gábor     |
| 2015 |                                   | Everything Before Us                                                            | Randall                 |                 |
| 2015 | Másnap(os) karácsony              | The Night Before                                                                | Ethan főnöke            | Bor Zoltán      |
| 2015 |                                   | Amigo Undead                                                                    | Kevin Ostrowski         |                 |
| 2016 | The Meddler                       | The Meddler                                                                     | Lee rendőrtiszt         |                 |
| 2016 | Hivatali karácsony                | Office Christmas Party                                                          | Fred                    | Csőre Gábor     |
| 2017 | A katasztrófaművész               | The Disaster Artist                                                             | színész                 | Szabó Máté      |
| 2017 | A katasztrófaművész               | The Disaster Artist                                                             | színész                 | Láng Balázs     |
| 2017 | Ó, anyám!                         | Snatched                                                                        | Michael                 | Géczi Zoltán    |
| 2017 | A szerencse háza                  | The House                                                                       | A wall street-i srác    |                 |
| 2017 | A Lego Ninjago film               | The Lego Ninjago Movie                                                          | Chen a pom-pom (hangja) |                 |
| 2017 |                                   | Dismissed                                                                       | Mr. Sheldon             |                 |
| 2018 |                                   | The Samurai of Tsushima                                                         | Ganpej (hangja)         |                 |
| 2018 | A Hangya és a Darázs              | Ant-Man and the Wasp                                                            | Jimmy Woo               | Szabó Máté      |
| 2018 | Aquaman                           | Aquaman                                                                         | Dr. Stephen Shin        | Kisfalusi Lehel |
| 2019 | Csekély esély                     | Long Shot                                                                       | főnök                   | Takátsy Péter   |
| 2019 | Mindig csak talán                 | Always Be My Maybe                                                              | Marcus Kim              |                 |
| 2019 |                                   | Straight Up                                                                     | Wallace                 |                 |
| 2020 | Lány a völgyből                   | Valley Girl                                                                     | Evans igazgató          |                 |
| 2021 | A Mancs őrjárat: A film           | PAW Patrol: The Movie                                                           | Butch (hangja)          |                 |
| 2023 | A Hangya és a Darázs: Kvantumánia | Ant-Man and the Wasp: Quantumania                                               | Jimmy Woo               | nem szólal meg  |
| 2023 | Aquaman és az elveszett királyság | Aquaman and the Lost Kingdom                                                    | Dr. Stephen Shin        | Kisfalusi Lehel |
| 2023 | Kivert kutyák                     | Strays                                                                          | Vadász (hangja)         | Rajkai Zoltán   |
| 2024 |                                   | Shell                                                                           | Randolph Chan           |                 |
| 2025 | Mindig eljön az éj                | Night Always Comes                                                              | Scott                   | Janicsek Péter  |

### Televízió
| Év        | Magyar cím                                              | Eredeti cím                                        | Szerep                       | Megjegyzések                                                                      |
| --------- | ------------------------------------------------------- | -------------------------------------------------- | ---------------------------- | --------------------------------------------------------------------------------- |
| 2003      |                                                         | Fastlane                                           | polip ember                  | 1 epizód                                                                          |
| 2003      | Reno 911! – Zsaruk bevetésen                            | Reno 911!                                          | postás                       | 1 epizód                                                                          |
| 2003      | Las Vegas                                               | Las Vegas                                          | Jasper                       | 1 epizód                                                                          |
| 2004      | Alias                                                   | Alias                                              | koreai katona                | 1 epizód                                                                          |
| 2004      | Vészhelyzet                                             | ER                                                 | Yong-Jo Pak                  | 1 epizód                                                                          |
| 2005      | Doktor House                                            | House                                              | Brad                         | 1 epizód                                                                          |
| 2005–2007 |                                                         | Wild 'n Out                                        | több szereplő                | 16 epizód                                                                         |
| 2006      |                                                         | Four Kings                                         | Pet                          | 1 epizód                                                                          |
| 2006–2007 | Gazdagok és szépek                                      | The Bold and the Beautiful                         | doktor                       | 2 epizód                                                                          |
| 2006–2007 |                                                         | Mad TV                                             | több szereplő                | 3 epizód                                                                          |
| 2007      |                                                         | Nick Cannon Presents: Short Circuitz               | több szereplő                | 3 epizód                                                                          |
| 2007      | Döglött akták                                           | Cold Case                                          | Manny Kim '07                | 1 epizód                                                                          |
| 2008      | iCarly                                                  | iCarly                                             | Mr. Palladino                | 1 epizód                                                                          |
| 2008      | The Sarah Silverman Program                             | The Sarah Silverman Program                        | segítő                       | 1 epizód                                                                          |
| 2008      |                                                         | Eli Stone                                          | Chris Kim                    | 1 epizód                                                                          |
| 2009      | Elvált Gary                                             | Gary Unmarried                                     | Dr. Greenberg                | 1 epizód                                                                          |
| 2009      | Félig üres                                              | Curb Your Enthusiasm                               | orvos                        | 1 epizód                                                                          |
| 2010–2011 |                                                         | Svetlana                                           | Dr. Park                     | 2 epizód                                                                          |
| 2010–2015 | Balfékek                                                | Community                                          | főnök / önmaga               | 2 epizód                                                                          |
| 2011      | CSI: A helyszínelők                                     | CSI: Crime Scene Investigation                     | Scott Katsu                  | 1 epizód                                                                          |
| 2011–2013 | Supah Nindzsák                                          | Supah Ninjas                                       | Martin Fukanaga              | mellékszereplő                                                                    |
| 2012      | Új csaj                                                 | New Girl                                           | Will                         | 1 epizód                                                                          |
| 2012      | Office                                                  | The Office                                         | Steve / ázsiai Jim           | 1 epizód                                                                          |
| 2012–2017 | Az alelnök                                              | Veep                                               | Danny Chung                  | 13 epizód                                                                         |
| 2013      |                                                         | Mr. Box Office                                     | Larry Kung                   | 1 epizód                                                                          |
| 2013–2014 |                                                         | The Mindy Project                                  | Dr. Colin Lee                | 3 epizód                                                                          |
| 2014      |                                                         | Newsreaders                                        | Clavis Kim                   | 3 epizód                                                                          |
| 2014–2018 | Robotcsirke                                             | Robot Chicken                                      | több szereplő hangja'        | 2 epizód                                                                          |
| 2015–2020 | Amerika Huangjai                                        | Fresh Off the Boat                                 | Louis Huang                  | - főszereplő - magyar hangja: - Láng Balázs                                       |
| 2015      |                                                         | Repeat After Me                                    | önmaga                       | 1 epizód                                                                          |
| 2015      |                                                         | Wet Hot American Summer: First Day of Camp         | Jeff                         | 4 epizód                                                                          |
| 2015      |                                                         | Comedy Bang! Bang!                                 | önmaga                       | 1 epizód                                                                          |
| 2016      | Kréziszitter                                            | Idiotsitter                                        | Hank                         | 1 epizód                                                                          |
| 2016      |                                                         | Childrens Hospital                                 | Jamyang                      | 1 epizód                                                                          |
| 2016      |                                                         | Dr. Ken                                            | Gary Chon                    | 1 epizód                                                                          |
| 2016      |                                                         | $100,000 Pyramid                                   | önmaga                       | versenyző                                                                         |
| 2016      |                                                         | Bajillion Dollar Propertie$                        | Grieg                        | 1 epizód                                                                          |
| 2017      |                                                         | Michael Bolton's Big, Sexy Valentine's Day Special | Blair                        | különkiadás                                                                       |
| 2017      | Love – Szerelmesen                                      | Love                                               | Tommy                        | 2 epizód                                                                          |
| 2017      | Angie Tribeca – A törvény nemében                       | Angie Tribeca                                      | Dr. Moreau                   | 1 epizód                                                                          |
| 2017      |                                                         | Drop the Mic                                       | önmaga                       | 1 epizód                                                                          |
| 2017      |                                                         | Do You Want To See a Dead Body?                    | önmaga                       | 1 epizód                                                                          |
| 2018      |                                                         | Hot Streets                                        | Donovan Kim (hangja)         | 1 epizód                                                                          |
| 2018      | Tömény történelem                                       | Drunk History                                      | Dzsamuka / önmaga            | 2 epizód                                                                          |
| 2018      | Állatok                                                 | Animals.                                           | Nikolai (hangja)             | 1 epizód                                                                          |
| 2018      |                                                         | Art Prison                                         | önmaga                       | különkiadás                                                                       |
| 2018–2020 | BoJack Horseman                                         | BoJack Horseman                                    | több szereplő hangja'        | 2 epizód                                                                          |
| 2019      | Gordon Ramsay – A pokol konyhája                        | Hell's Kitchen                                     | önmaga                       | 1 epizód                                                                          |
| 2019      |                                                         | What Just Happened??! with Fred Savage             | önmaga                       | 1 epizód                                                                          |
| 2020      | Harc a vírus ellen                                      | Medical Police                                     | Clavis Kim                   | 4 epizód                                                                          |
| 2020      | Mao-Mao                                                 | Mao Mao: Heroes of Pure Heart                      | Eugene (hangja)              | 1 epizód                                                                          |
| 2020      | Kalandra fel! Távoli világok                            | Adventure Time: Distant Lands                      | Hugo (hangja)                | 1 epizód                                                                          |
| 2020      | Amerikai fater                                          | American Dad!                                      | orvos (hangja)               | 1 epizód                                                                          |
| 2020      | Hová tűnt Vili?                                         | Where's Waldo?                                     | Wizard Shadowbeard (hangja)  | 1 epizód                                                                          |
| 2021      | WandaVízió                                              | WandaVision                                        | Jimmy Woo                    | - főszereplő - magyar hangja: - Szabó Máté                                        |
| 2021      | Marvel Studios: Betekintés                              | Marvel Studios: Assembled                          | önmaga                       | 3 epizód                                                                          |
| 2021      | Tuca és Bertie                                          | Tuca & Bertie                                      | Bertie apja (hangja)         | 1 epizód                                                                          |
| 2021      |                                                         | Star Trek: Lower Decks                             | fővezér (hangja)             | 1 epizód                                                                          |
| 2021      | A tizennegyedik módosítás: Amerika harca a szabadságért | Amend: The Fight for America''                     | önmaga                       | 3 epizód                                                                          |
| 2021      | Dr. Doogie                                              | Doogie Kameāloha, M.D.                             | Dr. Edmund Choi              | 2 epizód                                                                          |
| 2021–2022 |                                                         | Young Rock                                         | önmaga                       | 8 epizód                                                                          |
| 2022–2023 | Emberi erőforrások                                      | Human Resources                                    | Peter "Pete" Doheny (hangja) | - főszereplő - magyar hangja: - Miller Zoltán (1. évad) - Magyar Bálint (2. évad) |
| 2023      | Szörnyecskék: Mogwai titkai                             | Gremlins: Secrets of the Mogwai                    | Yao / Odd-Odd (hangja)       | 1 epizód                                                                          |
| 2023      | Vigyázz, ufók!                                          | Solar Opposites                                    | Mr. Sarner (hangja)          | 1 epizód                                                                          |
| 2023      | A nagy szájú                                            | Big Mouth                                          | Peter "Pete" Doheny          | 1 epizód                                                                          |
| 2023      | A kék szemű szamuráj                                    | Blue Eye Samurai                                   | Heiji Shindo (hangja)        | főszereplő                                                                        |
| 2024      |                                                         | Clone High                                         | Frida apja (hangja)          | 1 epizód                                                                          |
| 2024      |                                                         | Krapopolis                                         | Loki (hangja)                | 1 epizód                                                                          |
| 2024      | Haver, ez Florida!                                      | It's Florida, Man                                  | Igazi Steve                  | 1 epizód                                                                          |
| 2025      |                                                         | Watson                                             | James Moriarty               | mellékszereplő                                                                    |
| 2025      | A rezidencia                                            | The Residence                                      | Edwin Park                   | - főszereplő - magyar hangja: - Rajkai Zoltán                                     |
| 2025      |                                                         | Marvel Zombies                                     | Jimmy Woo (hangja)           |                                                                                   |

## Fordítás
- Ez a szócikk részben vagy egészben  a   Randall Park című angol Wikipédia-szócikk ezen változatának fordításán alapul.  Az eredeti cikk szerkesztőit annak laptörténete sorolja fel. Ez a jelzés csupán a megfogalmazás eredetét és a szerzői jogokat jelzi, nem szolgál a cikkben szereplő információk forrásmegjelöléseként.